# Hoixen Mixpat
Hoixen Mixpat (en hebreu: חושן משפט) és una secció dels llibres Arba Turim del Rabí Jacob ben Asher, i el Xulhan Arukh del Rabí Yossef Qaro. Aquesta secció tracta sobre els aspectes de la llei jueva (halacà) relatius a les finances, els greuges, els procediments legals, i els préstecs amb interès (usura), en el marc del judaisme. El Rabí Caro va crear la seva pròpia recopilació de lleis pràctiques jueves, el Xulhan Arukh, un llibre basat en l'Arba Turim. Molts comentaristes posteriors van basar els seus comentaris en aquesta obra literària. Hoixen Mixpat es pot referir a una àrea especifica de la llei jueva (halacà), que es pot trobar a les pàgines de l'Arba Turim i el Xulhan Arukh. Les altres tres seccions de l'Arba Turim i el Xulhan Arukh són les següents: Orach Chaim, Yoré Deà, i Even HaEzer.